# L'Uccello di Fuoco e la Principessa Vassilissa
L'Uccello di Fuoco e la Principessa Vassilissa (in russo Жар-птица и царевна Василиса?) è una fiaba popolare russa. La storia figura in due varianti nella raccolta Fiabe russe di Aleksandr Nikolaevič Afanas'ev.

## Trama
Ivan, arciere dello zar di Russia, durante una battuta di caccia trova per caso un'enorme piuma fiammeggiante; il suo saggio cavallo parlante gli dice che essa appartiene al mitico Uccello di Fuoco, ma gli consiglia anche di non raccoglierla, perché questo vorrebbe dire avere guai. Ivan ignora il consiglio, raccoglie la piuma e la dona allo zar; questi, meravigliato dalla bellezza dell'oggetto, viene subito preso dalla brama di possedere l'Uccello di Fuoco, così invia Ivan a catturarlo, pena la morte se non dovesse riuscirci.
Ivan viene preso dallo sconforto, ma il cavallo saggio lo istruisce su come catturare l'Uccello. Il ragazzo sparge quindi una gran quantità di grano nei campi: quando l'Uccello viene a nutrirsene, l'arciere lo cattura. Quando entra in possesso dell'Uccello, tuttavia, lo zar viene preso da superbia e manifesta il desiderio di sposare la donna più bella del mondo: comanda quindi a Ivan di rapire la Principessa Vassilissa, che vive in fondo al mare. Consigliato dal cavallo, Ivan si fa dare una tenda dalla cupola d'oro, che viene montata sulle rive del mare dove abita Vassilissa; qui imbandisce un banchetto favoloso. Attratta dallo scintillio della cupola e dall'odore del cibo, la Principessa emerge dalle acque ed entra nella tenda per banchettare: quando, ubriaca, cade addormentata, Ivan ne approfitta per catturarla e portarla dallo zar.
La Principessa Vassilissa tuttavia rifiuta di sposarsi senza il suo meraviglioso abito nuziale, che giace in fondo al mare; Ivan viene quindi mandato dallo zar a recuperarlo. Il cavallo gli suggerisce di minacciare un grosso granchio di pestarlo se non lo aiuterà: l'animale, aiutato da altri crostacei, s'immerge nel mare e lo recupera. Vassilissa, in collera per esser stata due volte oltraggiata da Ivan, dice quindi allo zar che accetterà di sposarlo solo se l'arciere sarà immerso in un pentolone d'acqua bollente: senza mostrare la minima riconoscenza, lo zar mette a morte Ivan.
Come ultimo desiderio, Ivan chiede di poter salutare il suo cavallo saggio; questi lo rassicura consegnandogli un unguento d'erbe miracolose. Il giorno dell'esecuzione, Ivan s'immerge nel pentolone, ma anziché morire ne esce più bello di prima. Lo zar comanda di ripetere l'esecuzione, ma ogni volta che Ivan viene buttato nell'acqua bollente ne emerge ancora più affascinante. Credendo che l'acqua sia fatata, lo zar si tuffa nel calderone, finendo subito lessato. Vassilissa si innamora subito di Ivan, che viene proclamato zar e sposa la Principessa, vivendo per tanti e tanti anni col suo fedele cavallo sempre pronto a consigliarlo per il meglio.

## Balletto
Il celebre balletto L'Uccello di Fuoco di Igor' Fëdorovič Stravinskij è parzialmente basato su questa fiaba, poiché comprende tra i suoi personaggi Ivan, Vassilissa e l'Uccello di Fuoco.